# Fabry (cráter)

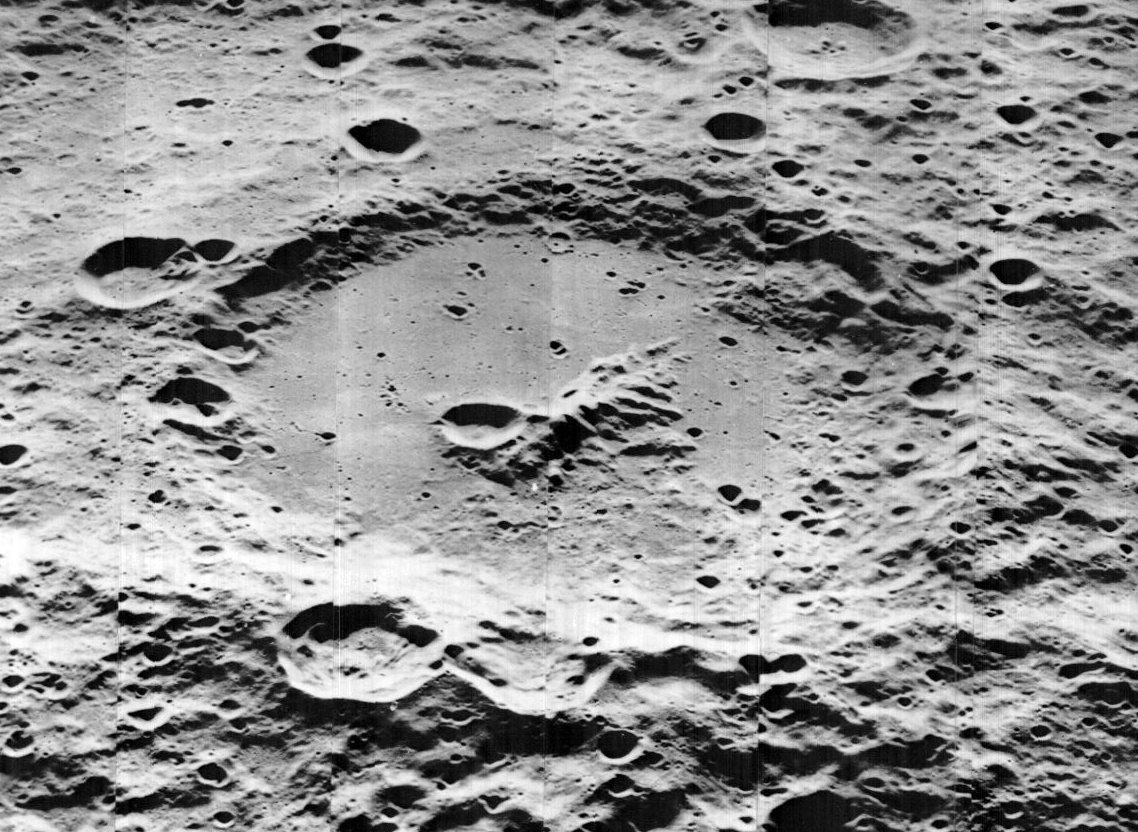
Imagen oblicua desde el Lunar Orbiter 5, lado oeste

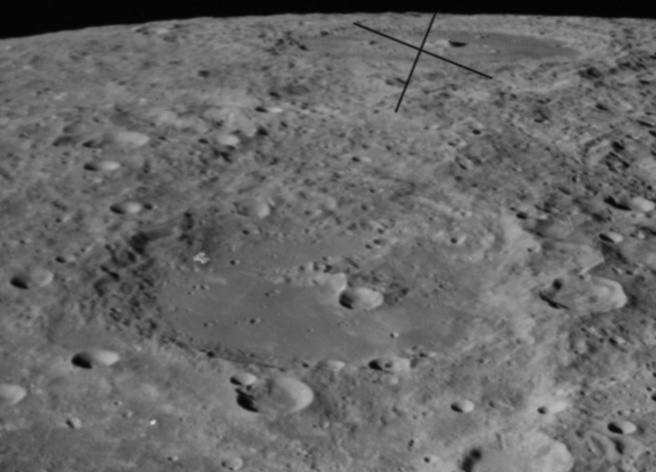
Imagen oblicua de la cámara Hasselblad desde el Apolo 14, con el gran cráter Compton al fondo.

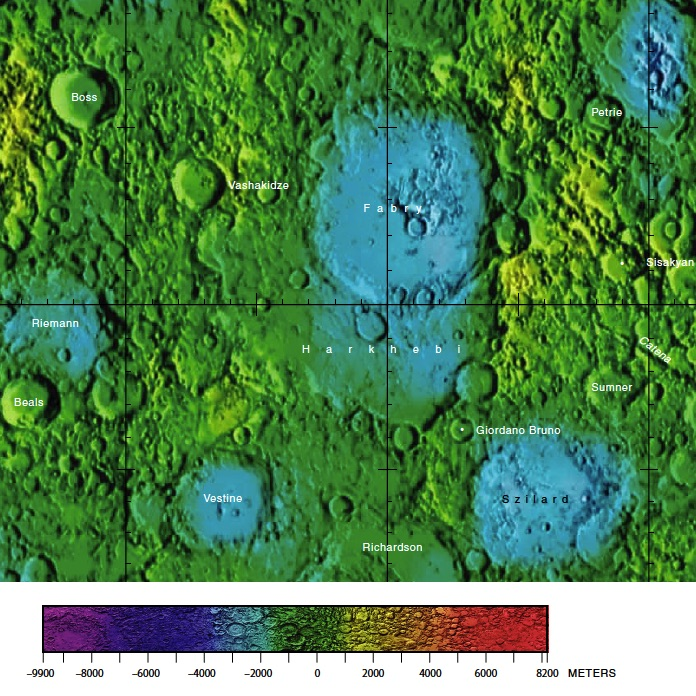
Localización de Fabry.

Fabry es un gran cráter de impacto lunar con la forma denominada llanura amurallada. Se encuentra en la cara oculta de la Luna, justo más allá de la extremidad noreste. Algunas zonas de esta área a veces son visibles desde la Tierra por efecto de la libración, pero al ser el ángulo de la visual muy oblicuo no es posible observar la superficie con detalle.
Esta formación es de dimensiones considerables, pero se superpone en su extremo noreste con la cuenca de Harkhebi, un cráter aún mayor. Al oeste se encuentra el cráter Vashakidze, y al este de Fabry aparece el pequeño cráter Petrie. Hacia el norte se halla el cráter Swann.
| . |

El borde exterior de Fabry está muy desgastado y erosionado, con muescas de impactos posteriores. Un par de pequeños cráteres, incluyendo a Fabry H, se localizan a lo largo del borde oriental. Otros cráteres más pequeños aparecen en numerosas zonas del borde restante, destacando un pequeño cráter que invade el borde sur, y una hendidura que conforma un valle en forma de gancho a través del brocal en su lado noroeste. Sólo unas pocas secciones del contorno permanecen relativamente intactas, mientras que el resto no es más que un anillo de terreno montañoso.
Las secciones del suelo interior son relativamente lisas y niveladas, pero la superficie es rugosa e irregular en el cuadrante noreste. Muestra un pico central formado a partir de un largo macizo que cubre casi un cuarto del diámetro del cráter de oeste a este. En el extremo sureste de esta formación se halla un pequeño cráter, que se encuentra justo al sureste del punto medio. El resto de la planta ha sido regenerado por flujos de lava posteriores, y ahora está marcado únicamente por pequeños cráteres y el terreno desigual a lo largo del contorno del brocal.
El sistema de marcas radiales de Giordano Bruno, un cráter más reciente situado al sur, atraviesa el suelo de Harkhebi, y deja una serie de marcas débiles en el suelo de Fabry, con más intensidad en la parte sur del cráter (al sur del pequeño cráter situado cerca del punto medio).
Antes de adoptarse la nomenclatura formal en 1970 por la UAI, este cráter se conocía como el Cráter 45.

## Cráteres satélite
Por convención estos elementos son identificados en los mapas lunares poniendo la letra en el lado del punto medio del cráter que está más cerca de Fabry.
|       | \| Fabry \| Coordenadas \| Diámetro \| \| ----- \| ------------------------------ \| -------- \| \| H \| 41°54′N 105°12′E / 41.9, 105.2 \| 37 km \| \| X \| 49°00′N 96°42′E / 49.0, 96.7 \| 28 km \| |          |
| Fabry | Coordenadas | Diámetro |
| H     | 41°54′N 105°12′E / 41.9, 105.2 | 37 km    |
| X     | 49°00′N 96°42′E / 49.0, 96.7 | 28 km    |